# Erimystax cahni
Erimystax cahni là một loài cá vây tia trong họ Cyprinidae. Chúng là loài đặc hữu của Hoa Kỳ.